# Q (tidsskrift)
 For alternative betydninger, se Q (flertydig). (Se også artikler, som begynder med Q)
Q er et magasin for populærmusik, der månedligt bliver udgivet i Storbritannien. Magasinet blev grundlagt i 1986 af BBC-journalisterne Mark Ellen og David Hepworth.
Q blev oprindeligt udgivet af forlagsvirksomheden EMAP Media Group og adskilte sig fra den øvrige musikpresse med månedsvise udgivelser og og en høj kvalitet af fotografier og print. I de første år kaldte Q sig "The modern guide to music and more". Oprindeligt skulle magasinet have haft navnet Cue, der på engelsk har betydningen "signal til at sætte i gang", men navnet blev ændret, så det ikke kunne blive forvekslet med et snooker-magasin og fordi det blev vurderet, at enkelt-bogstavs navnet Q ville se bedre ud i udsalgsstederne.
I januar 2008 solgte EMAP sine forbrugermagasiner, herunder Q, til Bauer Media Group, der satte Q til salg i 2020. Udgivelsern stoppede i juli 2020 med udgivelsen den 28. juli 2020 som den sidste.